# 제거티
제거티 (Gegutė)는 리투아니아 신화에 나오는 운명의 여신이다. 제거티 (Gegutė)는 라이마와 관련이 있는데, 그레이마스 (Greimas)는 다른 여신으로 생각했지만 다른 사람들은 그녀를 라이마의 화신으로 본다. 제거티는 절기 및 절기의 연속을 책임진다. 그녀가 부르는 소리의 횟수는 사람이 얼마나 오래 살았는지 예측하는 것으로 믿어졌다. 그녀는 봄에 한 해가 남은 시간을 보내는 방법을 결정한다. 예를 들어, 뻐꾸기 소리를 들었을 때 남자에게 돈이 없다면 그는 남은 기간 동안 가난해진다고 한다.

## 같이 보기
- 라이마 (신화)